# Izajasz Boner
Izajasz Boner (ur. 1399 lub 1400 w Krakowie, zm. 8 lutego 1471 w Krakowie) – polski duchowny katolicki, augustianin, sługa Boży Kościoła katolickiego.

## Życiorys
Jego świeckie imię jest nieznane (najczęściej podaje się wersje Fryderyk oraz Ambroży) według tradycji zakonnej pochodził z zamożnej krakowskiej rodziny: jego ojciec zasiadał w radzie miasta, piastował również funkcję kierownika mennicy królewskiej. Do rezydującego w kościele św. Katarzyny na krakowskim Kazimierzu zakonu eremitów wstąpił w 1419 prawdopodobnie posiadając już pewne wykształcenie, wtedy też przyjął zakonne imię Izajasz (od biblijnego proroka Izajasza). Wkrótce wysłany został do szkoły zakonnej w Padwie, po jej ukończeniu (1438) kontynuował edukację na Akademii Krakowskiej, uzyskując, w 1443, tytuł doktora teologii. Od 1450 kierował na Akademii Krakowskiej katedrą nauk teologicznych, funkcję tę piastował nieprzerwanie przez dwadzieścia lat. Dzięki pracy na uniwersytecie poznał wiele osobistości działających w tamtym okresie w Krakowie, jego bliskimi przyjaciółmi byli m.in. św. Jan z Kęt, św. Szymon z Lipnicy oraz bł. Michał Giedroyć.
Krótko po podjęciu przez niego pracy na stanowisku wykładowcy na Akademii Krakowskiej, miało miejsce trzęsienie ziemi, w wyniku którego zniszczeniu uległ kościół św. Katarzyny. Izajasz Boner brał udział w jego odbudowie, jego staraniem gruntownej renowacji poddano m.in. znajdujący się w wydzielonej z krużganków kaplicy fresk przedstawiający Matkę Boską Pocieszenia (otoczony do dziś dużym kultem). Legenda głosi, iż kilka lat później, modląc się przed tym obrazem słowami Monstra te esse Matrem (Okaż, że jesteś Matką) doprowadził do wskrzeszenia zmarłego dziecka. W pamięci Krakowian zachował się jako bezgranicznie oddany wiernym duszpasterz: wiele pracy poświęcał pomocy potrzebującym, był opiekunem chorych, często dobrowolnie oddawał się pokucie. Pełnił również działalność edukacyjną: zreorganizował kształcenie nowicjuszy w rodzimym zakonie, założył w nim również skryptorium. Przypisuje mu się autorstwo kilku traktatów teologicznych (m.in. „O Najświętszej Trójcy” oraz komentarz do Sentencji Piotra Lombarda), jednak prawdopodobnie żadne z jego dzieł nie zachowało się do naszych czasów.
Kult prywatny Izajasza Bonera, funkcjonujący w Krakowie praktycznie od czasu jego śmierci, umocnił się w XVII wieku. Ku jego czci pisano liczne pieśni i hymny, w 1871 roku wybito medalik upamiętniający jego postać. Grób mnicha, od końca XVIII wieku ulokowany w kaplicy jego imienia, nawiedzany był licznie przez mieszkańców miasta, proszących (według podań, czasem skutecznie) o wstawiennictwo i uleczenie. Jego proces beatyfikacyjny rozpoczął się, po latach starań, w 1997 roku. Rok wcześniej, z inicjatywy kardynała Franciszka Macharskiego, papież Jan Paweł II wyraził formalną zgodę na oddawanie kultu publicznego i kościelnego Izajasza Bonera na terenie Archidiecezji krakowskiej. Od tego czasu pozostaje on, wspólnie z Matką Boską Pocieszenia, św. Katarzyną Aleksandryjską oraz św. Ritą, patronem parafii św. Katarzyny w Krakowie.

## Proces beatyfikacyjny
Ojcowie augustianie przekonani o jego świątobliwości życia podjęli starania w celu wyniesienia go na ołtarze. 1 lutego 1957 Stolica Apostolska wydała dekret tzw. Nihil obstat wyrażający zgodę na rozpoczęcie jego procesu beatyfikacyjnego, a następnie 5 grudnia 1997 dekret o ważności postępowania diecezjalnego. Odtąd przysługuje mu tytuł Sługi Bożego.